# Großer Plöner See
Pour les articles homonymes, voir Plön (homonymie).
Le Großer Plöner See (grand lac de Plön en français) est un lac situé dans l'arrondissement de Plön, dans le Land de Schleswig-Holstein, en Allemagne.

## Géographie
Avec une superficie de 28,4 km2 et une profondeur maximale de 56 m, le lac du parc naturel de Suisse holsteinoise (en) est le plus grand et le plus profond du Schleswig-Holstein. Sur la rive nord se trouve la commune de Plön qui a fait du lac et de son château (de) son emblème. Les autres communes entourant le lac sont Bosau, Dersau, Ascheberg (Holstein).
Le lac est issu du glacier qui recouvrait le Schleswig-Holstein lors du dernier âge glaciaire. C'est un lac glaciaire weichsélien, étant donné la forme de la rive au sud entre Bosau et Nehmten. Le lac est séparé au nord par un isthme artificiel du Kleiner Plöner See (de), lac issu d'une moraine.
L'abaissement au XIXe siècle du niveau de la nappe phréatique a engendré l'apparition de la péninsule de Prinzeninsel (de), large de deux kilomètres, qui devient alors un lieu touristique. On dénombre une vingtaine d'îles sur le lac. Les îles d'Olsborg (de) et de Bischofswarder (de) furent des colonies slaves.
Au début de l'ère post-glaciaire, le niveau du lac était plus haut de 15 à 18 m en comparaison au niveau actuel. Le lac recouvrait alors la vallée de la Schwentine et la Suisse holsteinoise.
Les échantillons de sédiments, pris au fond du lac à 41 m de profondeur, montrent que les premiers barrages sont construits au XIIIe siècle. Après l'abandon du moulin (mentionné en 1221), le niveau de l'eau s'est abaissé de 1,14 m. Le lac est partagé entre divers propriétaires privés et le Land de Schleswig-Holstein. Environ 900 hectares du lac sont loués jusqu'en 2020.
Le niveau de l'eau du lac est actuellement à environ 21 m au-dessus du niveau de la mer. Il peut varier de 30 cm selon les saisons.

### Environnement, faune et flore
En 1992, les côtes est et ouest sont réunies pour créer une réserve naturelle d'eaux peu profondes pour les oiseaux. La plupart peuplent l'île. Diverses espèces sont recensées, comme le pygargue à queue blanche, le garrot à œil d'or, le harle bièvre ou l'oie cendrée.
Le lac est exploité par plusieurs pêcheurs professionnels. On y trouve des anguilles, des perches, des brèmes, des brochets, des tanches, des carpes, des leuciscinés ainsi que des coregonus.

## Histoire
Les rives du lac sont habitées durant le Mésolithique par des chasseurs, cueilleurs et pêcheurs. Durant le Néolithique, sur une période allant de l'âge du bronze à l'âge du fer, des agriculteurs y vivent de façon plus ou moins continue.
Du VIIIe au XIIe siècle, les abords du lac sont peuplés par les Slaves, notamment l'île d'Olsborg. Ils appellent le lac « Plune », ce qui signifie « eau libérée de la glace ». En 1139, Adolphe II de Holstein expulse les Slaves de Plön.

## Tourisme
Le lac et ses environs constituent une zone de loisirs populaire auprès des habitants des régions de Kiel, Lübeck et Hambourg. On recense quinze sites de baignade. On y pratique le canot-camping, le nautisme, la plongée et la pêche.

## Source, notes et références
- (de) Cet article est partiellement ou en totalité issu de l’article de Wikipédia en allemand intitulé « Großer Plöner See » (voir la liste des auteurs).